# 比耶鲁姆长度
比耶鲁姆长度（Bjerrum length ）是衡量介质极化程度的一种方法，定义为：在介电常数为 {\displaystyle \epsilon _{r}} 的介质中，距离为{\displaystyle l_{B}} 的两个基本电荷对之间的静电势能{\displaystyle U(r)} 等于无规热能 {\displaystyle k_{B}T} （或者距离{\displaystyle l_{B}} 的一摩尔基本电荷对之间的静电势能 {\displaystyle U(r)} 等于无规热能 {\displaystyle RT} ）。
其中{\displaystyle k_{B}}为波尔兹曼常数，{\displaystyle T}为绝对温度，R氣體常數 是波茲曼常數 k 乘上阿伏伽德罗常數 NA。當使用摩爾數計算粒子數時，較常使用氣體常數。
比耶鲁姆长度以丹麦化学家比耶鲁姆的名字命名。比耶鲁姆长度是电解质体系、聚电解质体系和胶体分散系等中的一个很自然的尺度。
在国际单位制中，比耶鲁姆长度为
{\displaystyle l_{B}={\frac {e^{2}}{4\pi \epsilon _{0}\epsilon _{r}k_{B}T}}}
其中，{\displaystyle e}为基本电荷的电量，{\displaystyle \epsilon _{0}}为真空电容率，{\displaystyle \epsilon _{r}}为溶液的相对介电常数。对于水溶液，在室温（{\displaystyle T=300K}），{\displaystyle \epsilon _{r}\approx 80}，于是{\displaystyle l_{B}\approx 0.7{\mbox{nm}}}

在 高斯单位制中， {\displaystyle 4\pi \epsilon _{0}=1} ，比耶鲁姆长度为
{\displaystyle l_{B}={\frac {e^{2}}{\epsilon _{r}k_{B}T}}.}

## 例子
基本电子对间的库伦势定义为：
{\displaystyle u\left(r\right)={\frac {{e}^{2}}{4\pi {{\varepsilon }_{0}}{{\varepsilon }_{r}}r}}}
空气中，{\displaystyle \epsilon _{r}} = 1，一摩尔相距为 
{\displaystyle r={{l}_{B}}} 的基本电子对，电势能为：
{\displaystyle u\left({{l}_{B}}\right)={\frac {{e}^{2}}{4\pi {{\varepsilon }_{0}}{{l}_{B}}}}N}
根据比耶鲁姆长度的定义，库伦势等于内能: {\displaystyle u\left({{l}_{B}}\right)=RT}
{\displaystyle {\frac {{e}^{2}}{4\pi {{\varepsilon }_{0}}{{l}_{B}}}}N=RT\Rightarrow {{l}_{B}}={\frac {{{e}^{2}}N}{4\pi {{\varepsilon }_{0}}RT}}}
当温度 {\displaystyle T=298.15K} 时:

{\displaystyle {{l}_{B}}={\frac {1.386\times {{10}^{-4}}J\centerdot m\centerdot mo{{l}^{-1}}}{\left(8.314J{{K}^{-1}}\times 298.15K\right)}}=560{\overset {\circ }{\mathop {A} }}\,}
{\displaystyle 560{\overset {\circ }{\mathop {A} }}} 在原子尺度上来说是一个非常长的距离，是原子半径的许多倍，当两个电荷的距离比这个距离小的时候，它们会感受到非常强烈的吸引（或排斥）力，由于库仑势能比布朗运动的能量高，它们会变得有规则。反之，当距离大于比耶鲁姆长度的时候，库仑力对电荷的束缚比较小，电荷显得更加自由。